# Kalenderberská kultura
Kalenderberská kultura (ojediněle statzendorfsko-gemeinlebarnský typ a bernhardsthalský typ) byla kultura starší doby železné v Dolním Rakousku, Burgenlandu, jihozápadním Slovensku a severozápadním Maďarsku. Název má odvozen od naleziště Kalenderberg v Rakousku. Je součástí halštatské kultury, přesněji tzv. východoalpské halštatské oblasti (východohalštatského okruhu, východoalpského okruhu) a v něm tzv. severovýchodoalpské halštatské oblasti (severovýchodohalštatského okruhu, severovýchodoalpského okruhu). Východoalpská halštatská oblast je pokračováním středodunajských popelnicových polí a etnicky zřejmě souvisí s tzv. Panonci (ilyrskými kmeny resp. etnikem příbuzným s Ilyry).

## Charakteristika
Typické čistě pro tuto kulturu v rámci severovýchodoalpského okruhu jsou znaky jako měsíčkové idoly (Kalenderberg, Bernolákovo), keramika s plastickou (tzv. kalenderberskou) výzdobou, keramika s plastickými antropomorfními a zoomorfními aplikacemi a zejména keramika s malovanou a rytou figurální výzdobou (Šoproň). Dále je pro ni příznačné nízké procentuální zastoupení kovových předmětů v hrobové výbavě, včetně mohylových hrobů určených elitě, jakož i zvláštní postavení některých pohřbených žen ve společenské hierarchii. Z obecných halštatských znaků třeba zmínit převládající žárové pohřbívání, pohřbívání i pod mohylami zřejmě určenými pro elitu - náčelníky / knížata (Nové Košariská, Gemeinlebarn, Krensdorf, Bernhardsthal), vznik velkých hradišť jako sídel náčelníků / knížat (Kalenderberg, Molpír, Malleiten). Pro kulturu je charakteristický intenzivní dálkový obchod (jižní importy, keramické napodobeniny etruských a řeckých bronzových výrobků).

## Kalenderberská kultura na Slovensku
Na jihozápadním Slovensku se vyskytovala ca od 730 př. Kr. do 580 před Kr. Během této kultury došlo k hospodářskému rozmachu a znovu se zvýšila hustota obyvatelstva. Společenské rozvrstvení, které pozorujeme od mladší doby bronzové, pokračovalo - vyčlenili se náčelníci (knížata), kteří akumulovali bohatství a moc. To se projevilo na sídlech a pohřebištích. Obyčejný lid bydlel v nížinných řemeslnicko-zemědělských sídlištích v pravoúhlých zemnicích a polozemnicích (Staré Mesto (Bratislava), Bratislava-Vajnory, Ivanka pri Dunaji, Chorvátsky Grob) a pohřbíván byl v plochých žárových pohřebištích (Janíky), ačkoli se místy našly i malé mohylky (Chorvátsky Grob, Bernolákovo). Knížata, kováři a obchodníci bydleli ve výšinných osadách (Smolenice-Molpír, Bratislava - hradní vrch, Devín) a pohřbíváni byli pod mohylami (Dunajská Lužná - Nové Košariská, Janíky, Réca). Hradiště Molpír bylo z těchto knížecích sídel zdaleka nejdůležitější (12 ha, tři nádvoří), evidentně ovládalo široké okolí. Bratislava a její zázemí tvořila tehdy samostatnou hospodářsko-společenskou jednotku - tzv. sídlištní komoru halštatské doby. Do mohyl byli zesnulí pohřbíváni spolu s příbuznými či podřízenými (není známo zda pro tento účel umírali dobrovolně, nebo je násilně zabili). Do hrobů se vkládala „účelová“ keramika (keramika zobrazující pohřební hry, tkaní apod., nádoby s "přilepenými" plastickými lidskými končetinami, býčími hlavami, keramickými řetězy a podobně, nádoby ve tvaru vodních ptáků), do ženských hrobů i měsíčkové idoly. Kromě toho jsou pro tuto kulturu příznačné malé mužské - jezdecké i ityphalické - bronzové figurky (Podhradie, Nitra, Veľké Lovce, Želiezovce, Liptovský Ján), možná používané jako amulety.